# Alfred Hennequin
Pour les articles homonymes, voir Hennequin.
Alfred Hennequin est un dramaturge belge, né le 13 janvier 1842 à Liège, mort le 7 août 1887 à Épinay-sur-Seine. Son père, Antoine Clari Néocles Hennequin, avocat à Liège, était le fils du peintre Philippe Auguste Hennequin. Alfred sera le père de Maurice Hennequin, lui aussi dramaturge.

## Biographie
Issu de l'École des mines de Liège, il commence par travailler comme ingénieur des chemins de fer belges. Passionné par l'écriture théâtrale, il fait jouer à Bruxelles quelques pièces, dont Les Trois Chapeaux, sous le pseudonyme d'Alfred Debrun ou d'Alfred Lebrun. Puis il vient à Paris pour diriger une compagnie de tramways, tout en poursuivant sa carrière théâtrale. Il fait reprendre avec succès Les Trois Chapeaux au Théâtre du Vaudeville en 1871, et écrit en collaboration Aline et Le Procès Vauradieux, respectivement avec Armand Silvestre et Alfred Delacour. Devant les succès obtenus presque aussitôt, il décide en 1875 d'abandonner totalement l'industrie pour se consacrer exclusivement au théâtre.
À cette époque, le vaudeville, qui a perdu ses couplets, s'essouffle. Faute de temps ou de capacités, beaucoup d'auteurs se satisfont de pièces, à l'intrigue ténue liant une succession de tableaux, dont l'intérêt tient seulement à l'esprit et à la verve des dialogues. La critique les qualifie d'ailleurs plutôt de « comédies légères » que de vaudevilles. Allant à l'encontre de cette tendance, Hennequin devient le chef de file d'une nouvelle forme, le vaudeville structuré, illustrée par Le Procès Vauradieux et Les Dominos roses.
Dans ses vaudevilles, l'intrigue est soigneusement organisée, pour permettre de multiplier de façon logique et rapide péripéties et quiproquos tout au long de la pièce, et pour la faire durer jusqu'au dénouement final. Par son habileté à se sortir des imbroglios les plus inextricables, l'abbé Louis Bethléem surnomme Hennequin le Bouchardy de la farce. Parfois l'auteur ne se contente pas d'une seule intrigue; il en entremêle plusieurs, rendant presque impossible la tâche des critiques dramatiques, chargés d'en rapporter le résumé. Ainsi, dans sa critique du 7 février 1880 de La Corbeille de mariage de Hennequin et Bocage, Arnold Mortier prévient ses lecteurs : « Ne pouvant raconter cette représentation, je prends le parti de la dessiner à main levée ». Suit le plan de la scène, comportant pas moins de 5 portes par où entrent et sortent les différents personnages, 4 armoires qui servent d'autant de cachettes, 2 pianos sur lesquels on joue deux airs différents, et, ajoute Mortier, un coffre de bois « dont les auteurs ne se sont pas servi, sans doute pour ne pas compliquer la situation. ». Ce type de vaudeville fut baptisé à l'époque « hennequinade » du nom de son inventeur.
Quelques années plus tard, Georges Feydeau s'inspirera de cette technique pour bâtir ses vaudevilles, nommant bien volontiers ses maîtres : Eugène Labiche pour les personnages, Meilhac et Halévy pour les dialogues, et Alfred Hennequin, l'ingénieur du vaudeville, pour la construction des intrigues.
Son fils Maurice se lança très jeune, à l'âge de 19 ans, dans l'écriture théâtrale sur les traces de son père. Les premières années, celui-ci l'aida, et ils écrivirent quelques pièces en collaboration, comme Trop de vertu ! en 1886.
Alfred Hennequin connut des succès énormes. Il travaillait beaucoup, et buvait tout autant. Ces deux excès aboutirent à son internement dans une maison de santé de Saint-Mandé au mois de mars 1886. Il est mort quelques mois plus tard à Épinay, le 7 août 1887, à l'âge de 45 ans.

## Œuvres
- 1871 : Les Trois Chapeaux, comédie en trois actes, avec Alfred Delacour, Bruxelles, jouée à Paris au Théâtre du Vaudeville en 1871
- 1873 : Aline, pièce en un acte et en vers, avec Armand Silvestre, Paris au Théâtre du Vaudeville le 22 septembre 1873
- 1875 : Le Procès Veauradieux, avec Alfred Delacour, Paris au Théâtre du Vaudeville le 19 juin 1875
- 1876 : Poste restante, comédie en trois actes, avec Alfred Delacour, Paris au Théâtre du Palais-Royal le 9 mars 1876
- 1876 : Les Dominos roses, comédie en 3 actes, avec Alfred Delacour, Paris au Théâtre du Vaudeville le 17 avril 1876
- 1877 : Bébé, comédie en 3 actes, avec Émile de Najac, Paris au Théâtre du Gymnase le 14 mars 1877, grand succès
- 1877 : La Poudre d'escampette, folie-vaudeville en trois actes, avec Henri Bocage, Paris au Théâtre des Variétés le 9 mai 1877
- 1877 : Le Phoque, comédie en trois actes, avec Alfred Delacour, Paris au Théâtre du Palais-Royal le 18 décembre 1877
- 1878 : Le Renard bleu, comédie en un acte, Théâtre du Palais-Royal le 12 janvier 1878
- 1878 : Niniche, comédie-vaudeville en trois actes, avec Albert Millaud, musique de Marius Boullard (1842-1891), Théâtre des Variétés le 15 février 1878
- 1878 : La Petite Correspondance, comédie en trois actes, avec Émile de Najac, au Théâtre du Gymnase
- 1879 : La Femme à papa, comédie-opérette en 3 actes, avec Albert Millaud, musique d'Hervé, Théâtre des Variétés le 3 décembre 1879. A dépassé la centième.
- 1879 : Nounou, comédie en quatre actes, avec Émile de Najac, Théâtre du Gymnase le 21 mars 1879
- 1880 : La Corbeille de noces, avec Henri Bocage, Théâtre du Palais-Royal le 7 février 1880
- 1881 : La Vente à Tata
- 1882 : Lili, comédie-vaudeville en 3 actes, avec Albert Millaud et Ernest Blum, représentée la première fois à Paris au Théâtre des Variétés le 11 janvier 1882
- 1882 : Ninetta, opéra comique, avec Adolphe Brisson, musique de Raoul Pugno au Théâtre de la Renaissance
- 1884 : Le Train de plaisir, comédie en quatre actes, avec Arnold Mortier et Albert de Saint-Albin au Théâtre du Palais-Royal
- 1884 : Le Présomptif, opéra-bouffe en trois actes, avec Albin Valabrègue, musique de Louis Gregh au Théâtre de la Renaissance le 6 juin 1884
- 1884 : Les Trois Devins, opérette en trois actes, avec Albin Valabrègue, musique d'Édouard Okolowicz au Théâtre de l'Ambigu le 9 juin 1884
- 1885 : Cherchez la femme
- 1885 : L'Étudiant pauvre, opérette en trois actes, avec Albin Valabrègue, musique de Carl Millöcker à Bruxelles le 10 janvier 1885 puis à Paris (au Théâtre des Menus Plaisirs) le 18 janvier 1889
- 1886 : Trop de vertu !, pièce en trois actes d'Alfred et Maurice Hennequin, Théâtre du Palais-Royal, le 27 janvier 1886